# Грант Ууд
Грант Ууд (на английски: Grant DeVolson Wood; 13 февруари 1891 – 12 февруари 1942) е американски художник, известен главно с картини, посветени на селския живот на американския Среден Запад. Автор е на знаменитата картина „Американска готика“

## Биография
Грант Ууд е роден в квакерско семейство в семейната ферма в Анамоса. Има сестра Нан и брат Франк. След смъртта на баща му през 1901 г. семейството се премества в Сидър Рапидс (Айова). Първоначално чиракува в местно дърво- и металообработващо предприятие в града. Но неговите интереси още тогава са свързани основно с рисуването. През 1910 г. завършва Washington High School в Сидър Рапидс.
През 1913 г. Ууд постъпва в школата по изкуствата на Чикагския университет като се занимава с изработка на ювелирни изделия от сребро.
През 1916 г. Ууд прекъсва следването си. По време на Първата световна война той е в американската армия в град Де Мойн, където се занимава със създаването на военна маскировка (Камуфлаж) на военни превозни средства. След освобождаванетоси от армията се връща в Сидър Рапидс, където преподава изкуство в Junior Highschool. През лятото на 1926 г. излага в Париж, но няма очаквания успех. За последно е в Европа през 1928 г. в Мюнхен, където работи по изработката на витражен прозорец с размери 7.3 на 6.1 м., изпълняван по поръчка за Veteran's Memorial Building в Сидър Рапидс (Айова). Тогава често посещава Старата пинакотека. Общо от 1920 до 1928 г. четири пъти пътува в Европа, където изучава различни стилове, включително импресионизъм и постимпресионизъм.

## Масонство
Грант Ууд се проявява като запален масон и е член на Mount Hermon Lodge #263 в Сидър Рапидс. След като получава третата си степен на свободен зидар, той рисува през 1921 г. картината „Първите три степени на масонството“. Масонството оказва влияе на много произведения на Грант Ууд, както и на неговите морални и етически убеждения.

## Творчество
Най-известната картина на Грант Ууд – „Американска готика“ (1930) – е и едно от най-известните произведения на американското изкуство. Неговото значение за културата се сравнява с „Мона Лиза“ на Леонардо да Винчи и „Викът“ на Едвард Мунк.
Тази картина получава световна известност и най-противоречиви оценки. Използва се в реклами, в анимационни филми и в карикатури. Едно от големите предизвикателства на картината е, че предлага най-различни трактовки. Личното мнение на Ууд е, че по време на Голямата депресия, той вижда в селска Америка мъжеството и упоритостта на първите пионери, както и решителността за преодоляване на всякакви препятствия. Има и трактовки, съдържащи лека насмешка към персонажа. Други оценяват факта, че тази картина отразява тежкия труд, патриархалния начин на живот, битовите проблеми и всичко, което превръща живота на тези хора в черна дупка, отразена в очите им.
Тази картина е вдъхновена от една малка къща в южна Айова в стил неоготика. Ууд е решил да изобрази тази къща с хората, които би трябвало да живеят в нея. Позират му сестра му и зъболекарят му.
- Американска готика, 1930
Институт по изкуствата (Чикаго)
- Дъщерите на революцията, 1932
- Среднощната езда на Пол Ревир, 1931
Музей на изкуството „Метрополитън“
- Parson Weems' Fable, 1939
Музей „Еймън Картър“
- Сантиментална балада, 1940
New Britain Museum
- Януари, 1940–41
Кливландски художествен музей
- Есенна оран, 1931

## Съчинения
- Wood, Grant. „Art in the Daily Life of the Child.“ Rural America, March 1940, 7-9.
- Wood, Grant. Revolt against the City. Iowa City: Clio Press, 1935.

## За него
- Crowe, David. „Illustration as Interpretation: Grant Wood’s 'New Deal' Reading of Sinclair Lewis’s Main Street.“ In: Sinclair Lewis at 100: Papers Presented at a Centennial Conference, edited by Michael Connaughton, 95-111. St. Cloud, MN: St. Cloud State University, 1985.
- Czestochowski, Joseph S. John Steuart Curry and Grant Wood: A Portrait of Rural America. Columbia: University of Missouri Press and Cedar Rapids Art Association, 1981.
- Hoving, Thomas. American Gothic: The Biography of Grant Wood’s American Masterpiece. New York: Chamberlain Brothers, 2005.

|  | Тази страница частично или изцяло представлява превод на страницата „Вуд, Грант“ в Уикипедия на руски. Оригиналният текст, както и този превод, са защитени от Лиценза „Криейтив Комънс – Признание – Споделяне на споделеното“, а за съдържание, създадено преди юни 2009 година – от Лиценза за свободна документация на ГНУ. Прегледайте историята на редакциите на оригиналната страница, както и на преводната страница, за да видите списъка на съавторите. ВАЖНО: Този шаблон се отнася единствено до авторските права върху съдържанието на статията. Добавянето му не отменя изискването да се посочват конкретни източници на твърденията, които да бъдат благонадеждни. |

1. ↑  biography/Grant-Wood
2. 1 2  85497